# Méryll Boulangeat
Méryll Boulangeat (ur. 6 września 1986 w Chambéry) – francuska narciarka, specjalistka narciarstwa dowolnego. Jej największym sukcesem jest srebrny medal w skicrossie wywalczony na mistrzostwach świata w Madonna di Campiglio. Ponadto zdobyła brązowy medal w tej samej konkurencji na mistrzostwach świata w Inawashiro. Jak dotąd nie startowała na igrzyskach olimpijskich. Najlepsze wyniki w Pucharze Świata osiągnęła w sezonie 2006/2007, kiedy to zajęła 7. miejsce w klasyfikacji generalnej, a w klasyfikacji skicrossu była trzecia. W sezonie 2007/2008 również była trzecia w klasyfikacji skicrossu. W 2012 roku zakończyła karierę.

## Osiągnięcia

### Mistrzostwa świata
| Miejsce | Dzień    | Rok  | Miejscowość          | Konkurencja | Zwycięzca       |
| ------- | -------- | ---- | -------------------- | ----------- | --------------- |
| 23.     | 18 marca | 2005 | Ruka                 | Skicross    | Karin Huttary   |
| 2.      | 6 marca  | 2007 | Madonna di Campiglio | Skicross    | Ophélie David   |
| 3.      | 2 marca  | 2009 | Inawashiro           | Skicross    | Ashleigh McIvor |

### Puchar Świata

#### Miejsca w klasyfikacji generalnej
- sezon 2003/2004: 67.
- sezon 2004/2005: 53.
- sezon 2005/2006: 10.
- sezon 2006/2007: 15.
- sezon 2007/2008: 7.
- sezon 2008/2009: 31.
- sezon 2009/2010: 52.
- sezon 2010/2011: 91.
- sezon 2011/2012: 130.

#### Miejsca na podium
1. Sierra Nevada – 11 marca 2006 (skicross) – 2. miejsce
2. Les Contamines – 2 lutego 2007 (skicross) – 1. miejsce
3. Inawashiro – 16 lutego 2007 (skicross) – 3. miejsce
4. Les Contamines – 12 stycznia 2008 (skicross) – 3. miejsce
5. Flaine – 16 stycznia 2008 (skicross) – 1. miejsce
6. Grindelwald – 6 marca 2008 (skicross) – 3. miejsce
7. Valmalenco – 16 marca 2008 (skicross) – 3. miejsce
8. Lake Placid – 19 stycznia 2009 (skicross) – 3. miejsce
9. St. Johann in Tirol – 5 stycznia 2010 (skicross) – 2. miejsce

- W sumie 2 zwycięstwa, 2 drugie i 5 trzecich miejsc.